# Cosmología

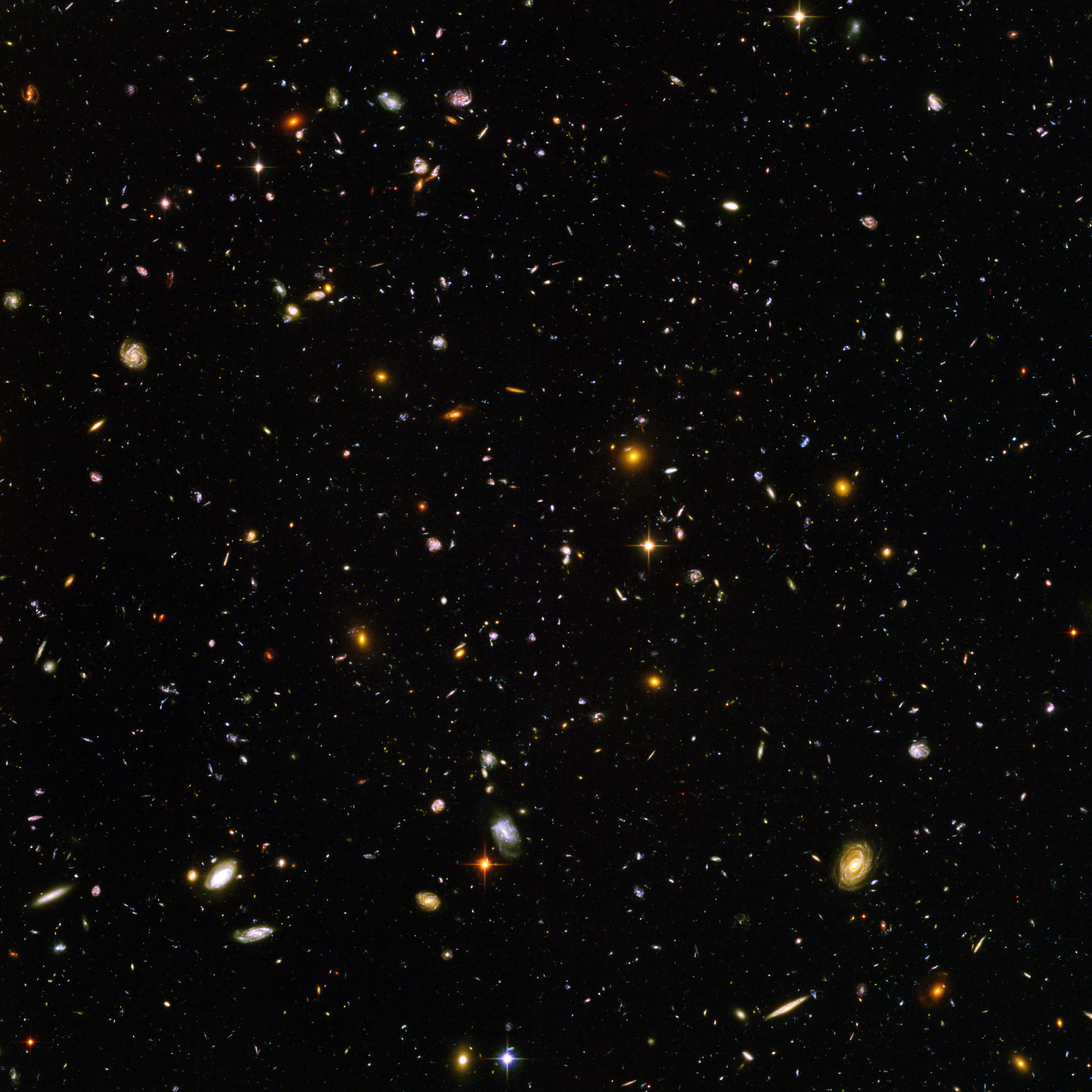
El Campo ultraprofundo del Hubble. Casi todos los puntos de luz en esta imagen son todos una galaxia. Esto es solo una pequeña región de un universo que podría contener millones de galaxias.

La cosmología (del griego κοσμολογία, «cosmología», compuesto por κόσμος, /kosmos/, «cosmos, orden», y λογια, /logía/, «tratado, estudio») es la rama de la física que estudia la naturaleza del universo en conjunto y su origen. 
El término cosmología se utilizó por primera vez en inglés en 1656 en la Glossographia del lexicógrafo católico Thomas Blount, con el significado de «un discurso sobre el mundo». Como campo de estudio, en 1731, el filósofo alemán Christian Wolff acuñó el término cosmología en latín (cosmologia) para referirse a una rama de la metafísica que se ocupa de la naturaleza general del mundo físico.
La cosmología física es el estudio del origen del universo observable, sus estructuras y dinámica a gran escala y el destino final del universo, incluidas las leyes de la ciencia que rigen estas áreas. Es investigada por científicos, incluyendo astrónomos y físicos, así como filósofos, como metafísicos, filósofos de la física, y filósofos del espacio y del tiempo. Debido a este ámbito compartido con la filosofía, la teorías en cosmología física puede incluir proposiciones tanto científicas como no científicas y puede depender de supuestos que no pueden ser comprobados. La cosmología física es una sub-rama de la astronomía que se ocupa del universo como un todo. La cosmología física moderna está dominada por la Teoría del Big Bang; teoría que intenta aunar la astronomía observacional y la física de partículas. Más concretamente, una parametrización estándar del Big Bang con materia oscura y energía oscura, conocida como modelo Lambda-CDM.
El astrofísico teórico David N. Spergel ha descrito la cosmología como una "ciencia histórica" porque "cuando miramos al espacio, miramos atrás en el tiempo" debido a la naturaleza finita de la velocidad de la luz.

## Disciplinas
La física y la astrofísica han desempeñado un papel fundamental en la formación de nuestra comprensión del universo a través de la observación científica y la experimentación. La cosmología física se formó a través de las matemáticas y la observación en un análisis de todo el universo. Generalmente se entiende que el universo comenzó con el Big Bang, seguido casi instantáneamente por la inflación cósmica, una expansión del espacio de la que se cree que surgió el universo hace 13,799 ± 0,021 mil millones de años. La cosmogonía estudia el origen del universo, y la cosmografía traza un mapa de las características del Universo.
En la Encyclopédie de Diderot, la cosmología se desglosa en uranología (la ciencia de los cielos), aerología (la ciencia del aire), geología (la ciencia de los continentes) e hidrología (la ciencia de las aguas).
La cosmología metafísica también se ha descrito como la colocación de los seres humanos en el universo en relación con todas las demás entidades. Esto se ejemplifica con la observación de Marco Aurelio de que el lugar de un hombre en esa relación: "Quien no sabe qué es el mundo no sabe dónde está, y quien no sabe para qué existe el mundo, no sabe quién es él, ni qué es el mundo".

## Contexto
La palabra «cosmología» fue utilizada por primera vez en 1731 en la Cosmología generalis del filósofo Christian Wolff. El estudio científico del universo tiene una larga historia que involucra a la física, la astronomía, la filosofía, el esoterismo y la religión.
El nacimiento de la cosmología moderna puede situarse en 1700 con la hipótesis de que las estrellas de la Vía Láctea pertenecen a un sistema estelar de forma discoidal, del cual forma parte el propio Sol; y que otros cuerpos nebulosos visibles con el telescopio son sistemas estelares similares a la Vía Láctea, pero muy lejanos.

## Cosmología física

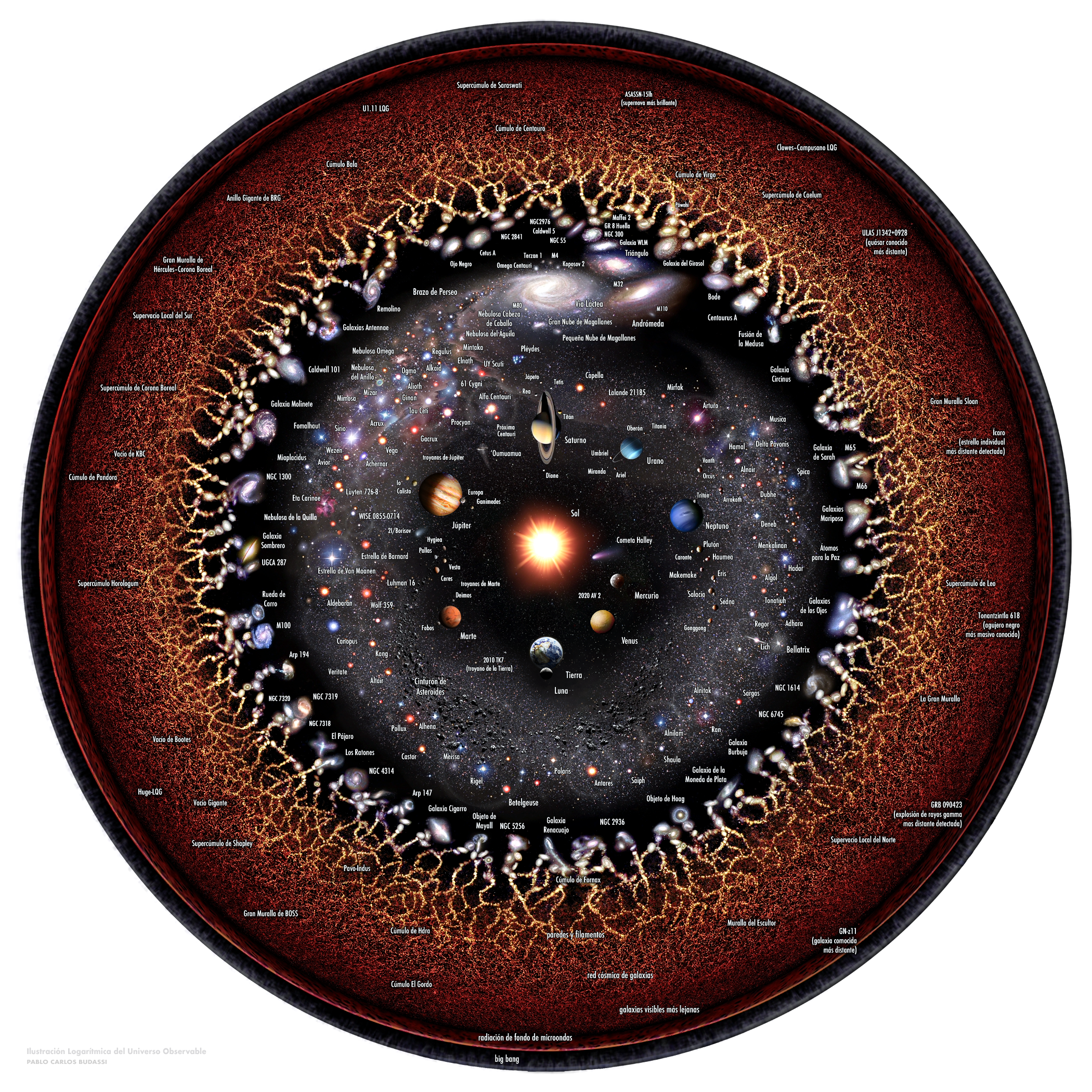
Representación logarítmica del universo observable.

Cosmología física se entiende por el estudio del origen, la evolución y el destino del universo utilizando los modelos terrenos de la física. La cosmología física se desarrolló como ciencia durante la primera mitad del siglo XX como consecuencia de los acontecimientos detallados a continuación:
- 1915-1916. Albert Einstein formula la teoría general de la relatividad, que será la teoría marco de los modelos matemáticos del universo. Al mismo tiempo formula el primer modelo matemático del universo conocido como universo estático, donde introduce la famosa constante cosmológica y la hipótesis conocida como principio cosmológico, que establece que el universo es homogéneo e isótropo a gran escala, lo que significa que tiene la misma apariencia general observado desde cualquier lugar.
- 1916-1917. El astrónomo Willem de Sitter formula un modelo estático de universo vacío de materia con la constante cosmológica donde los objetos astronómicos alejados tenían que presentar corrimientos al rojo en sus líneas espectrales.
- 1920-1921. Tiene lugar el Gran Debate entre los astrónomos Heber Curtis y Harlow Shapley que estableció la naturaleza extragaláctica de las nebulosas espirales cuando se pensaba que la Vía Láctea constituía todo el universo.
- 1922-1924. El físico ruso Alexander Friedmann publica la primera solución matemática a las ecuaciones de Einstein de la relatividad general, que representan a un universo en expansión. En un artículo de 1922 publica la solución para un universo finito y en 1924 la de un universo infinito.
- 1929. Edwin Hubble establece una relación lineal entre la distancia y el corrimiento al rojo de las nebulosas espirales que ya había sido observado por el astrónomo Vesto Slipher en 1909. Esta relación se conocerá como Ley de Hubble.
- 1930. El sacerdote y astrónomo belga Georges Édouard Lemaître esboza su hipótesis del átomo primitivo, donde sugería que el universo había nacido de un solo cuanto de energía.
- 1931. Milton Humason, colaborador de Hubble, da la interpretación de los corrimientos al rojo como efecto Doppler debido a la velocidad de alejamiento de las nebulosas espirales.
- 1933. El astrónomo suizo Fritz Zwicky publica un estudio de la distribución de las galaxias, sugiriendo que estaban permanentemente ligadas por su mutua atracción gravitacional. Zwicky señaló, sin embargo, que no bastaba la cantidad de masa realmente observada en la forma de las galaxias para dar cuenta de la intensidad requerida del campo gravitatorio. Se introducía así el problema de la materia oscura.
- 1948. Herman Bondi, Thomas Gold y Fred Hoyle proponen el modelo de estado estacionario, donde el universo no solo tiene la misma apariencia a gran escala visto desde cualquier lugar, sino que la tiene vista en cualquier época.
- 1948. George Gamow y Ralph A. Alpher publican un artículo donde estudian las síntesis de los elementos químicos ligeros en el reactor nuclear que fue el universo primitivo, conocida como nucleosíntesis primordial. En el mismo año, el mismo Alpher y Robert Herman mejoran los cálculos y hacen la primera predicción de la existencia de la radiación de fondo de microondas.
- 1964. Arno Penzias y Robert Woodrow Wilson de los laboratorios Bell descubren la señal de radio que fue rápidamente interpretada como la radiación de fondo de microondas, que supondría una observación crucial que convertiría al modelo del Big Bang (o de la Gran Explosión) en el modelo físico estándar para describir el universo. Durante el resto del siglo XX se produjo la consolidación de este modelo y se reunieron las evidencias observacionales que establecen los siguientes hechos fuera de cualquier duda razonable:
  - El universo está en expansión, en el sentido de que la distancia entre cualquier par de galaxias lejanas se está incrementando con el tiempo.
  - La dinámica de la expansión está descrita con muy buena aproximación por la teoría general de la relatividad de Einstein.
  - El universo se expande a partir de un estado inicial de alta densidad y temperatura, donde se formaron los elementos químicos ligeros, estado a veces denominado Big Bang o Gran Explosión.

### El Big Bang
A pesar de que el modelo del Big Bang o «La Gran Explosión» es un modelo teórico observacionalmente bastante robusto y ampliamente aceptado entre la comunidad científica, hay algunos aspectos que todavía quedan por resolver:
- Se desconoce qué ocurrió en los primeros instantes tras el Big Bang. La respuesta se busca mediante el estudio del universo temprano, una de cuyas metas es encontrar la explicación a una posible unificación de las cuatro fuerzas fundamentales (fuerza nuclear fuerte, fuerza nuclear débil, fuerza electromagnética y la fuerza más débil de las cuatro que es la gravitacional).
- No existe un modelo definitivo de la formación de las estructuras actuales, a partir del Big Bang. La respuesta se busca mediante el estudio de la formación y evolución de las galaxias y la inflación cósmica.
- Queda por saber a qué se debe el hecho de que el universo se expanda con aceleración (Véase Aceleración de la expansión del universo).
- No se sabe cuál es el destino final del universo.
- Se desconoce en su mayor parte la naturaleza de la materia oscura y la energía oscura.
- En el momento después del Big Bang aparecieron las partículas elementales, dos cuarks arriba y uno abajo en los protones y dos cuarks abajo y uno arriba en los neutrones, y se desconoce la proporción entre protones y neutrones. Estas partículas están hechas por dos cuarks con la misma carga eléctrica, no se habrían podido unir gracias a la interacción electromagnética, siendo inútil recurrir a la interacción nuclear fuerte, pues esta solo tiene un alcance del tamaño máximo de un núcleo atómico y además porque la interacción electromagnética tiene un alcance gigantesco y si el universo se agrandó en un solo segundo cien octillones de veces, en este brevísimo lapso de tiempo la interacción nuclear fuerte no podría unir la casi totalidad (si no es la totalidad) de los quarks.

### Cosmologías alternativas
Se entiende por cosmología alternativa todas aquellas teorías, modelos o ideas cosmológicas que contradicen el modelo estándar de cosmología. La mayoría de ellas se han ido descartando con el tiempo, o están hoy en un estado decadente.
- Cosmología de plasma: Ambiplasma
- Teoría del estado estacionario
- Expansión cósmica en escala de C. Johan Masreliez
- MOND de Mordehai Milgrom

## Cosmología filosófica
En filosofía y metafísica, la cosmología trata del universo considerado como colección de seres finitos, de su esencia, origen, leyes, elementos y atributos o caracteres más importantes y generales:
1. Del mundo en general;
2. De los principios esenciales de los cuerpos;
3. De las leyes de la naturaleza física;
4. De las principales afecciones o propiedades de los cuerpos;
5. De los cuerpos vivientes y animados, por ser partes principales del mundo visible.

## Cosmologías históricas
| Nombre                                                            | Autor y fecha                                                                          | Clasificación                                                                                                 | Observaciones |
| ----------------------------------------------------------------- | -------------------------------------------------------------------------------------- | --- | --- |
| Cosmología hindú                                                  | Rigveda (c. 1700-1100 BCE)                                                             | Cíclico u oscilante, Infinito en el tiempo                                                                    | Materia primaria permanece manifiesta durante 311,04 trillones de años y inmanifiesta durante un tiempo igual. El universo permanece manifestado durante 4,32 billones de años e inmanifestado durante el mismo tiempo. Existen innumerables universos simultáneamente. Estos ciclos han durado y durarán eternamente, impulsados por los deseos. |
| Cosmología jainista                                               | Jain Agamas (escrito alrededor de 500 CE según las enseñanzas de Mahavira 599-527 AEC) | Cíclico u oscilante, eterno y finito                                                                          | La cosmología jainista considera el loka', o universo, como una entidad increada, existente desde el infinito, cuya forma es similar a la de un hombre de pie con las piernas separadas y el brazo apoyado en la cintura. Este Universo, según el jainismo, es ancho en la parte superior, estrecho en el centro y vuelve a ser ancho en la parte inferior. |
| Cosmología babilónica                                             | Literatura babilónica (c. 2300-500 AEC)                                                | Tierra plana flotando en infinitas "aguas del caos"                                                           | La Tierra y El Cielo forman una unidad dentro de infinitas "aguas del caos"; la Tierra es plana y circular, y una cúpula sólida (el "firmamento") mantiene fuera el "caos"-océano exterior. |
| Cosmología eleática                                               | Parménides (c. 515 AEC)                                                                | Finito y esférico en extensión.                                                                               | El Universo es inmutable, uniforme, perfecto, necesario, atemporal y ni generado ni perecedero. El vacío es imposible. La pluralidad y el cambio son producto de la ignorancia epistémica derivada de la experiencia sensorial. Los límites temporales y espaciales son arbitrarios y relativos al todo parmenídeo. |
| Evolución Cósmica Samkhya                                         | Kapila (siglo VI a. C.), alumno Asuri                                                  | Relación entre Prakriti (materia) y Purusha (conciencia)                                                      | Prakriti (Materia) es la fuente del mundo del devenir. Es pura potencialidad que evoluciona sucesivamente en veinticuatro tattvas o principios. La propia evolución es posible porque Prakriti está siempre en un estado de tensión entre sus hebras constituyentes conocidas como gunas (Sattva (ligereza o pureza), Rajas (pasión o actividad) y Tamas (inercia o pesadez)). La teoría de causa y efecto de Sankhya se llama Satkaarya-vaada (teoría de las causas existentes), y sostiene que nada puede realmente ser creado de la nada o destruido en la nada, toda evolución es simplemente la transformación de la Naturaleza primigenia de una forma a otra.[cita requerida] |
| Cosmología bíblica                                                | Narración de la creación del Génesis                                                   | Tierra flotando en infinitas "aguas del caos"                                                                 | La Tierra y los Cielos forman una unidad dentro de infinitas "aguas del caos"; el "firmamento" mantiene fuera el "caos"-océano exterior. |
| Modelo de Anaximandro                                             | Anaximandro (c. 560 AEC)                                                               | Geocéntrico, Tierra cilíndrica, de extensión infinita, tiempo finito; primer modelo puramente mecánico        | La Tierra flota muy quieta en el centro del infinito, sin apoyarse en nada. En el origen, tras la separación del frío y el calor, apareció una bola de llamas que rodeaba la Tierra como la corteza de un árbol. Esta bola se rompió para formar el resto del Universo. Parecía un sistema de ruedas concéntricas huecas, llenas de fuego, con los bordes perforados por agujeros como los de una flauta; no había cuerpos celestes como tales, sólo luz a través de los agujeros. Tres ruedas, en orden hacia fuera de la Tierra: estrellas (incluyendo planetas), Luna y un gran Sol.                                                                                              |
| Universo atomista                                                 | Anaxágoras (500-428 AEC) & más tarde Epicuro                                           | Infinito en extensión                                                                                         | El universo contiene sólo dos cosas: un número infinito de pequeñas semillas (átomos) y el vacío de extensión infinita. Todos los átomos están hechos de la misma sustancia, pero difieren en tamaño y forma. Los objetos se forman a partir de agregaciones de átomos y vuelven a descomponerse en átomos. Incorpora el principio de causalidad de Leucipo: "nada ocurre al azar; todo ocurre por razón y necesidad". El universo no estaba gobernado por dioses.[cita requerida] |
| Universo pitagórico                                               | Filolao (m. 390 a. C.)                                                                 | Existencia de un "Fuego Central" en el centro del Universo.                                                   | En el centro del Universo hay un fuego central, alrededor del cual giran uniformemente la Tierra, el Sol, la Luna y los planetas. El Sol gira alrededor del fuego central una vez al año, las estrellas están inmóviles. La Tierra en su movimiento mantiene la misma cara oculta hacia el fuego central, de ahí que nunca se vea. Primer modelo no geocéntrico conocido del Universo. |
| Del universo                                                      | Pseudo-Aristóteles (m. 250 a. C. o entre 350 y 200 a. C.)                              | El Universo es un sistema formado por el cielo y la tierra y los elementos que están contenidos en ellos.     | Hay "cinco elementos, situados en esferas en cinco regiones, estando el menor en cada caso rodeado por el mayor -a saber, la tierra rodeada por el agua, el agua por el aire, el aire por el fuego y el fuego por el éter- componen todo el Universo. " |
| Universo estoico                                                  | Estoicos (300 AEC - 200 EC)                                                            | El universo insular                                                                                           | El cosmos es finito y está rodeado por un vacío infinito. Se encuentra en un estado de flujo, y pulsa en tamaño y sufre convulsiones y conflagraciones periódicas. |
| Universo platónico                                                | Platón (c. 360 AEC)                                                                    | Geocéntrico, cosmogonía compleja, extensión finita, tiempo finito implícito, cíclico                          | Tierra estática en el centro, rodeada de cuerpos celestes que se mueven en círculos perfectos, dispuestos por voluntad del demiurgo en orden: Luna, Sol, planetas y estrellas fijas. Los movimientos complejos se repiten cada año "perfecto". |
| Modelo de Eudoxo                                                  | Eudoxo de Cnido (c. 340 AEC) y más tarde Calipo                                        | Geocéntrico, primer modelo geométrico-matemático                                                              | Los cuerpos celestes se mueven como si estuvieran unidos a una serie de esferas concéntricas, invisibles centradas en la Tierra, girando cada una de ellas alrededor de su propio y diferente eje y a diferentes ritmos. Hay veintisiete esferas homocéntricas y cada esfera explica un tipo de movimiento observable para cada objeto celeste. Eudoxo enfatizó que se trata de una construcción puramente matemática del modelo en el sentido de que las esferas de cada cuerpo celeste no existen, sólo muestra las posibles posiciones de los cuerpos. |
| Universo aristotélico                                             | Aristóteles (384-322 AEC)                                                              | Geocéntrico (basado en el modelo de Eudoxo), estático, estado estacionario, extensión finita, tiempo infinito | La Tierra estática y esférica está rodeada por 43 a 55 concéntricas esferas celestes, que son materiales y cristalinas. El universo existe sin cambios durante toda la eternidad. Contiene un quinto elemento, llamado aether, que se añadió a los cuatro elemento clásicos. |
| Universo aristarqueano                                            | Aristarco (c. 280 AEC)                                                                 | Heliocéntrico                                                                                                 | La Tierra gira diariamente sobre su eje y gira anualmente alrededor del Sol en una órbita circular. La esfera de estrellas fijas está centrada alrededor del Sol. |
| Modelo ptolemaico                                                 | Ptolomeo (siglo II CE)                                                                 | Geocéntrico (basado en el universo aristotélico)                                                              | El universo orbita alrededor de una Tierra estacionaria. Los planetas se mueven en epiciclos circulares, cada uno con un centro que se movía en una órbita circular mayor (llamada excéntrica o deferente) alrededor de un punto central cercano a la Tierra. El uso de equantes añadió otro nivel de complejidad y permitió a los astrónomos predecir las posiciones de los planetas. El modelo de universo más exitoso de todos los tiempos, utilizando el criterio de longevidad. El Almagesto (el Gran Sistema). |
| Modelo de Capella                                                 | Martianus Capella (c. 420)                                                             | Geocéntrico y Heliocéntrico                                                                                   | La Tierra está en reposo en el centro del universo y rodeada por la Luna, el Sol, tres planetas y las estrellas, mientras que Mercurio y Venus rodean el Sol. |
| Modelo de Aryabhatan                                              | Aryabhata (499)                                                                        | Geocéntrico o Heliocéntrico                                                                                   | La La Tierra gira y los planetas se mueven en órbita elípticas alrededor de la Tierra o del Sol; incierto si el modelo es geocéntrico o heliocéntrico debido a las órbitas planetarias dadas con respecto tanto a la Tierra como al Sol. |
| Universo medieval                                                 | Filósofos medievales (500-1200)                                                        | Finito en el tiempo                                                                                           | Un universo finito en el tiempo y con un principio es propuesto por el filósofo cristiano John Philoponus, que argumenta en contra de la antigua noción griega de un pasado infinito. Los argumentos lógicos que apoyan un universo finito son desarrollados por el filósofo musulmán temprano Al-Kindi, el filósofo judío Saadia Gaon, y el teólogo musulmán Al-Ghazali. |
| Multiverso no paralelo                                            | Bhagvata Puran(800-1000)                                                               | Multiverso, No Paralelo                                                                                       | Universos innumerables es comparable a la teoría del multiverso, excepto que no es paralelo, donde cada universo es diferente y los jiva-atmas individuales (almas encarnadas) existen exactamente en un universo a la vez. Todos los universos se manifiestan a partir de la misma materia, por lo que todos siguen ciclos temporales paralelos, manifestándose y desmanifestándose al mismo tiempo. |
| Cosmología multiversal                                            | Fakhr al-Din al-Razi (1149-1209)                                                       | Multiverso, múltiples mundos y universos                                                                      | Existe un espacio exterior infinito más allá del mundo conocido, y Dios tiene el poder de llenar el vacío con un número infinito de universos. |
| Modelos Maragha                                                   | Escuela de Maragha (1259-1528)                                                         | Geocéntrico                                                                                                   | Diversas modificaciones al modelo ptolemaico y al universo aristotélico, incluyendo el rechazo de la equante y la deferente y epiciclo en el observatorio de Maragheh, y la introducción de la pareja de Tusi por Al-Tusi. Más tarde se propusieron modelos alternativos, incluyendo el primer modelo lunar preciso de Ibn al-Shatir, un modelo que rechazaba la Tierra estacionaria en favor de la rotación de la Tierra por Ali Kuşçu, y un modelo planetario que incorporaba la inercia circular por Al-Birjandi. |
| Modelo de Nilakanthan                                             | Nilakantha Somayaji (1444-1544)                                                        | Geocéntrico y heliocéntrico                                                                                   | Un universo en el que los planetas orbitan alrededor del Sol, que orbita alrededor de la Tierra; similar al posterior sistema Ticónico. |
| Universo copernicano                                              | Nicolás Copérnico (1473-1543)                                                          | Heliocéntrico con órbitas planetarias circulares, extensión finita.                                           | Descrito por primera vez en De revolutionibus orbium coelestium. El Sol está en el centro del universo, los planetas, incluida la Tierra, orbitan alrededor del Sol, pero la Luna orbita alrededor de la Tierra. El universo está limitado por la esfera de las estrellas fijas. |
| Sistema Ticónico                                                  | Tycho Brahe (1546-1601)                                                                | Geocéntrico y Heliocéntrico                                                                                   | Un universo en el que los planetas orbitan alrededor del Sol y el Sol orbita alrededor de la Tierra, similar al anterior Nilakanthan. |
| La cosmología de Bruno                                            | Giordano Bruno (1548-1600)                                                             | Extensión infinita, tiempo infinito, homogénea, isótropa, no jerárquica.                                      | Rechaza la idea de un universo jerárquico. La Tierra y el Sol no tienen propiedades especiales en comparación con los demás cuerpos celestes. El vacío entre las estrellas está lleno de éter, y la materia está compuesta del mismo cuatro elementos (agua, tierra, fuego y aire), y es atomística, animista e inteligente. |
| De Magnete                                                        | William Gilbert (1544-1603)                                                            | Heliocéntrico, indefinidamente extendido                                                                      | Heliocentrismo copernicano, pero rechaza la idea de una esfera de las estrellas fijas limitadora para la que no se ha ofrecido ninguna prueba. |
| Kepleriano                                                        | Johannes Kepler (1571-1630)                                                            | Heliocéntrica con órbitas planetarias elípticas                                                               | Los descubrimientos de Kepler, que unían matemáticas y física, sentaron las bases de nuestra concepción actual del Sistema Solar, pero las estrellas lejanas se seguían viendo como objetos en una esfera celeste delgada y fija. |
| Newtoniano estático                                               | Isaac Newton (1642-1727)                                                               | Estático (en evolución), estado estacionario, infinito                                                        | Cada partícula del universo atrae a todas las demás partículas. La materia a gran escala está uniformemente distribuida. Gravitacionalmente equilibrado pero inestable. |
| Vórtice cartesiano universo                                       | René Descartes, siglo XVII                                                             | Estático (en evolución), estado estacionario, infinito                                                        | Sistema de enormes remolinos de materia etérea o fina produce lo que llamaríamos efectos gravitatorios. Pero su vacío no estaba vacío; todo el espacio estaba lleno de materia. |
| Universo jerárquico                                               | Immanuel Kant, Johann Lambert, siglo XVIII                                             | Estático (en evolución), estado estacionario, infinito.                                                       | La materia se agrupa en escalas jerárquicas cada vez mayores. La materia se recicla sin fin. |
| Universo de Einstein con una constante cosmológica                | Albert Einstein, 1917                                                                  | Estático (nominalmente). Limitado (finito)                                                                    | "Materia sin movimiento". Contiene materia uniformemente distribuida. Espacio esférico uniformemente curvado; basado en la hiperesfera de Riemann. La curvatura es igual a Λ. En efecto, Λ equivale a una fuerza repulsiva que contrarresta la gravedad. Inestable. |
| Universo de De Sitter                                             | Willem de Sitter, 1917                                                                 | Expansión espacio plano. Estado estacionario. Λ > 0                                                           | "Movimiento sin materia". Sólo aparentemente estático. Basado en la relatividad general de Einstein. El espacio se expande con aceleración constante. Factor de escala aumenta exponencialmente (inflación constante). |
| Universo MacMillan                                                | William Duncan MacMillan 1920s                                                         | Estado estático y estable                                                                                     | Se crea nueva materia a partir de radiación; la luz de las estrellas se recicla perpetuamente en nuevas partículas de materia. |
| Ecuaciones de Friedmann, universo de Friedmann, espacio esférico. | Alexander Friedmann 1922                                                               | Espacio esférico en expansión. k = +1 ; no Λ                                                                  | Curvatura positiva. Constante de curvatura k = +1 Se expande luego se colapsa. Espacio cerrado (finito). |
| Universo de Friedmann, espacio hiperbólico                        | Alexander Friedmann, 1924                                                              | Espacio hiperbólico en expansión. k = -1 ; no Λ                                                               | Curvatura negativa. Se dice que es infinito (pero es ambiguo). Sin límites. Se expande para siempre. |
| Hipótesis de los grandes números de Dirac                         | Paul Dirac 1930s                                                                       | Expansión | Exige una gran variación de G, que disminuye con el tiempo. La gravedad se debilita a medida que el universo evoluciona. |
| Friedmann de curvatura cero                                       | Einstein y De Sitter, 1932                                                             | Espacio plano en expansión k = 0 ; Λ = 0 Densidad crítica                                                     | Constante de curvatura k = 0. Se dice que es infinita (pero es ambiguo). "Cosmos ilimitado de extensión limitada". Se expande eternamente. "El más simple de todos los universos conocidos. Nombrado pero no considerado por Friedmann. Tiene un término de desaceleración q = 1/2, lo que significa que su ritmo de expansión se ralentiza. |
| El Big Bang original (Friedmann-Lemaître)                         | Georges Lemaître 1927-29                                                               | Expansión Λ > 0 ; Λ > \|Gravedad\|                                                                            | Λ es positivo y tiene una magnitud mayor que la gravedad. El universo tiene un estado inicial de alta densidad ("átomo primigenio"). Seguido de una expansión en dos etapas. Λ sirve para desestabilizar el universo. (Lemaître es considerado el padre del modelo del Big Bang). |
| Universo oscilante (Friedmann-Einstein)                           | Propiciado por Friedmann, década de 1920.                                              | Se expande y contrae en ciclos                                                                                | El tiempo es infinito y no tiene principio; así se evita la paradoja del principio del tiempo. Ciclos perpetuos de Big Bang seguidos de Big Crunch. (Primera opción de Einstein tras rechazar su modelo de 1917). |
| Universo de Eddington                                             | Arthur Eddington 1930                                                                  | Primero estático luego se expande                                                                             | Universo estático Einstein 1917 con su inestabilidad perturbada en modo de expansión; con implacable dilución de materia se convierte en un universo De Sitter. Λ domina la gravedad. |
| universo Milne de relatividad cinemática                          | Edward Milne, 1933, 1935; William H. McCrea, 1930s                                     | Expansión cinemática sin expansión espacial                                                                   | Rechaza la relatividad general y el paradigma del espacio en expansión. No incluye la gravedad como supuesto inicial. Obedece al principio cosmológico y a la relatividad especial; consiste en una nube esférica finita de partículas (o galaxias) que se expande dentro de un espacio plano infinito y por lo demás vacío. Tiene un centro y un borde cósmico (superficie de la nube de partículas) que se expande a la velocidad de la luz. La explicación de la gravedad era elaborada y poco convincente. |
| Clase de modelos Friedmann-Lemaître-Robertson-Walker.             | Howard Robertson, Arthur Walker, 1935                                                  | Expansión uniforme                                                                                            | Clase de universos que son homogéneos e isótropos. El espaciotiempo se separa en espacio uniformemente curvado y tiempo cósmico común a todos los observadores que se mueven conjuntamente. El sistema de formulación se conoce ahora como métrica FLRW o Robertson-Walker del tiempo cósmico y el espacio curvo. |
| Estado estacionario                                               | Hermann Bondi, Thomas Gold, 1948                                                       | Expansión, estado estacionario, infinito.                                                                     | La tasa de creación de materia mantiene una densidad constante. Creación continua de la nada. Expansión exponencial. Término de desaceleración q = -1. |
| Estado estacionario.                                              | Fred Hoyle 1948                                                                        | Expansión, estado estacionario, pero inestable.                                                               | La tasa de creación de materia mantiene la densidad constante. Pero como la tasa de creación de materia debe estar exactamente equilibrada con la tasa de expansión del espacio, el sistema es inestable. |
| Ambiplasma                                                        | Hannes Alfvén 1965 Oskar Klein                                                         | Universo celular, en expansión mediante aniquilación materia-antimateria.                                     | Basado en el concepto de cosmología del plasma. El universo es visto como "meta-galaxias" divididas por doble capa y por lo tanto una naturaleza de burbuja. Otros universos se forman a partir de otras burbujas. Materia-antimateria cósmica en curso aniquilación mantiene las burbujas separadas y en movimiento, impidiendo que interactúen. |
| Teoría de Brans-Dicke.                                            | Carl H. Brans, Robert H. Dicke                                                         | Expansión | Basada en el principio de Mach. G varía con el tiempo a medida que el universo se expande. "Pero nadie está muy seguro de lo que significa realmente el principio de Mach." |
| Inflación cósmica                                                 | Alan Guth 1980                                                                         | Big Bang modificado para resolver horizonte y problema de la planituds                                        | Basado en el concepto de inflación caliente. El universo se ve como un flujo cuántico múltiple, de ahí su naturaleza de burbuja. Otros universos se forman a partir de otras burbujas. La expansión cósmica en curso mantiene las burbujas separadas y alejándose. |
| Inflación eterna (un modelo de universos múltiples)               | Andreï Linde, 1983                                                                     | Big Bang con inflación cósmica                                                                                | Multiverso basado en el concepto de inflación fría, en el que los eventos inflacionarios ocurren al azar cada uno con condiciones iniciales independientes; algunos se expanden en universos burbuja supuestamente como todo nuestro cosmos. Las burbujas se nuclean en una espuma del espaciotiempo. |
| Modelo cíclico                                                    | Paul Steinhardt; Neil Turok 2002                                                       | Expansión y contracción en ciclos; Teoría M.                                                                  | Dos planos orbifold paralelos o Branas-M chocan periódicamente en un espacio de dimensiones superiores. Con quintessence o energía oscura. |
| Modelo cíclico                                                    | Lauris Baum; Paul Frampton 2007                                                        | Solución del problema de entropía de Tolman                                                                   | Energía oscura fantasma fragmenta el universo en un gran número de parches desconectados. Nuestro parche se contrae conteniendo sólo energía oscura con entropía cero. |